# Protestantyzm w Gujanie
Protestantyzm w Gujanie – jest największym kierunkiem religijnym obejmującym blisko połowę ludności kraju. Według danych Pew Research Center z 2010 r. wyznawany jest przez 48,9% mieszkańców. W Gujanie żyje ok. 370 tysięcy protestantów różnych wyznań. Są to głównie: zielonoświątkowcy (14%), adwentyści dnia siódmego (9,2%), anglikanie (8,4%), metodyści (ok. 2%) i luteranie (1,4%).

W Gujanie działa blisko 70 kościołów powiązanych z protestanckim nurtem chrześcijaństwa. Do największych denominacji należą:
- Kościół Adwentystów Dnia Siódmego – 70 tysięcy wiernych w 150 zborach,
- Kościół Anglikański – 64 tysiące wiernych w 123 kościołach,
- Stowarzyszenie Pełnej Ewangelii – kościół zielonoświątkowy liczący 48 tysięcy wiernych w 160 zborach,
- Zbory Boże – kościół zielonoświątkowy liczący 24 tysiące wiernych w 78 zborach,
- Nowotestamentowy Kościół Boży – kościół zielonoświątkowy liczący 19 tysięcy wiernych w 70 zborach,
- Kościół Luterański – 10,5 tysiąca wiernych w 42 kościołach,
- Kościół Metodystyczny na Karaibach i w Ameryce – 8,2 tysiące wiernych w 40 kościołach,
- Kościół Wesleyański – kościół z nurtu metodystycznego liczący 5,9 tysiąca wiernych w 37 kościołach,
- Kościół Nazareński – 4,75 tysiąca wiernych w 48 zborach.